# Julius Franz Brockhoff
Julius Franz Brockhoff (* 14. Februar 1824; † 9. März 1898 in Duisburg) war ein deutscher Kaufmann und Politiker.
Julius Brockhoff war der Sohn des Duisburger Kaufmanns Franz Xaver Udalricus Aloysius Brockhoff und dessen Ehefrau Aletta Katharina Brockhoff geb. Dreibholz (* 1801 in Wesel; † 12. März 1857 in Duisburg). Er heiratete am 10. August 1853 Emilia (Emmy) Auguste Malvine Carstanjen (* 16. Februar 1835 in Duisburg; † 21. Oktober 1917 in Duisburg).
Er war Teilhaber der väterlichen Zuckerfabrik in Duisburg, die 1891 liquidiert wurde. 1869 war er Mitgründer der Zuckerfabrik Düren. 1872 war er Mitbegründer der Duisburger Hütte, in deren Aufsichtsrat er saß. Von 1883 bis 1898 stand er dem Aufsichtsrat als Vorsitzender vor und blieb dies auch nach der Fusion (1890) zur Duisburger Eisen- und Stahlwerke.
Julius Brockhoff wurde 1858 unbesoldeter Beigeordneter der Stadt Duisburg.
Julius Brockhoff war 1879 bis 1881 stellvertretendes Mitglied des Provinziallandtags der Rheinprovinz. 1882 wurde er als Stellvertreter einberufen und war 1883 Abgeordneter. 1884 konnte er das Mandat nicht mehr wahrnehmen und wurde als verhindert geführt. 1885 bis 1887 war er erneut Abgeordneter und im Februar 1888 erneut verhindert. Er vertrat den 3. Stand für den Wahlkreis Duisburg, Mülheim an der Ruhr, Essen, Kettwig, Werden, Ruhrort, Dinslaken, Emmerich, Rees, Isselburg.